# 戴槃
戴槃（1813年—1881年）镇江润州人，清朝政治人物。道光二十三年举人，同治初代理严州，后调温州。
于1867年，在温州海坛山上立碑撰文《杨府真君勘乱显灵记》，记录瞿振汉叛乱。
部分著作收录在《戴槃四種紀略》。
生平见徐用仪撰写的《诰授通奉大夫晋授荣禄大夫二品顶戴布政使衔赏戴花翎浙江候补道戴公墓志铭》